# Trudá (Sochi)

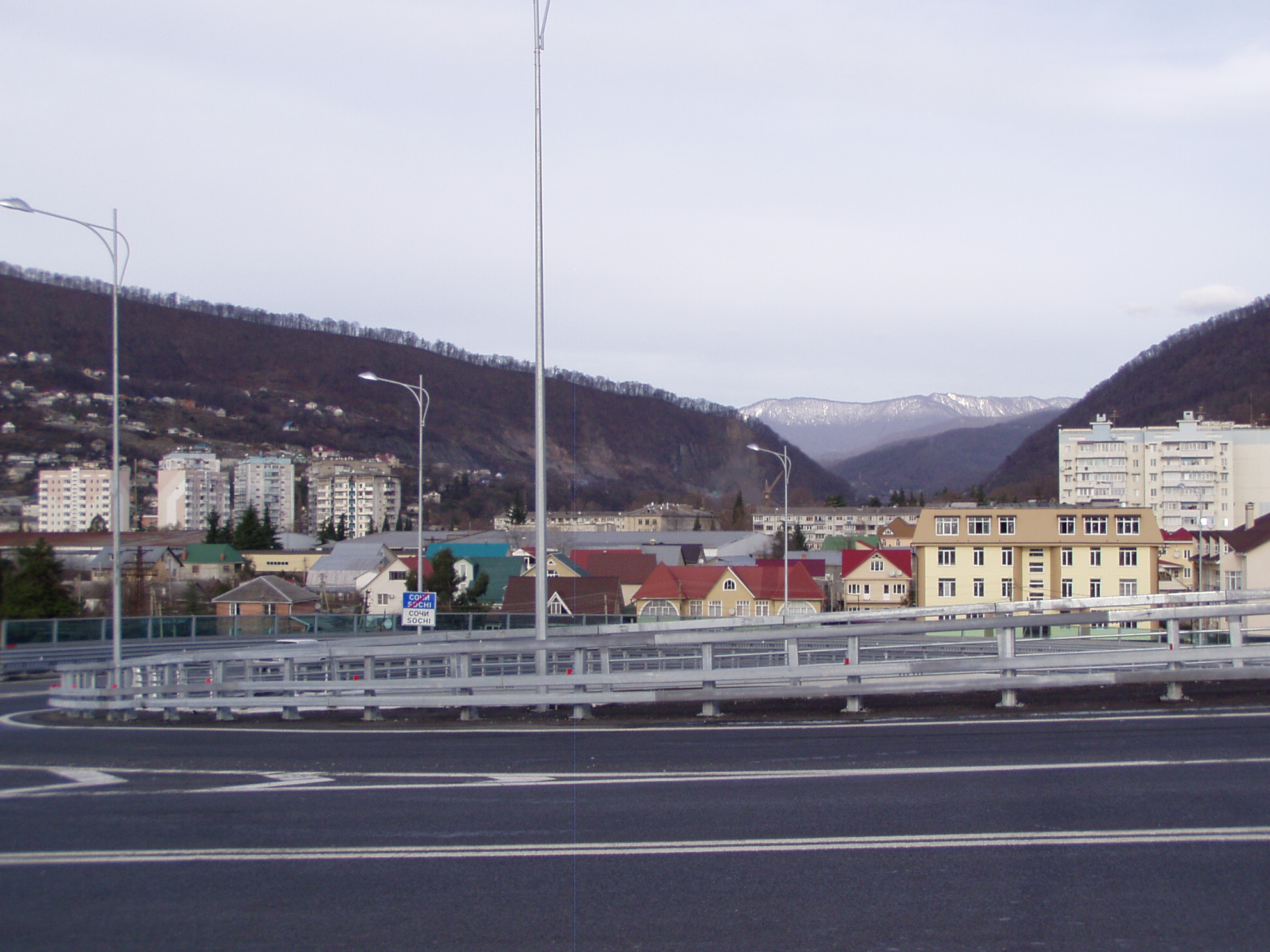
Vista del microdistrito.

Trudá (en ruso: Труда, "del trabajo") es un microdistrito perteneciente al distrito Central de la unidad municipal de la ciudad-balneario de Sochi del krai de Krasnodar del sur de Rusia. Tenía alrededor de 5 000 habitantes.
Está situado en la zona central del distrito, ocupando la zona llana a ambas orillas de un meandro del valle del río Sochi, al pie de la colina sobre la que se halla el pueblo armenio de Baránovka. Al nordeste del microdistrito, río arriba, se halla el cañón de Plastunka, tras el que se halla Plastunka. Ambas partes del distrito se hallan unidas por un puente. Es conocido popularmente como KSM, Kombinat stroitelnij materialov, por una fábrica de materiales de construcción.

## Historia
Entre 1936 y 1938 se construyó en el norte del microdistrito una central hidroeléctrica, que no ha dado los resultados esperados, y propició la construcción de instalaciones hidroeléctricas en el cauce del río Mzymta.

## Lugares de interés
- Casa baptista Molebenny
- Ermita ortodoxa
- Túnel de Baránovka en la carretera federal M27 y viaducto de Baránovka sobre el río Sochi y el microdistrito, inaugurados el 26 de diciembre de 2009.
- Túnel de Navaguinka, parte de la variante de Sochi.

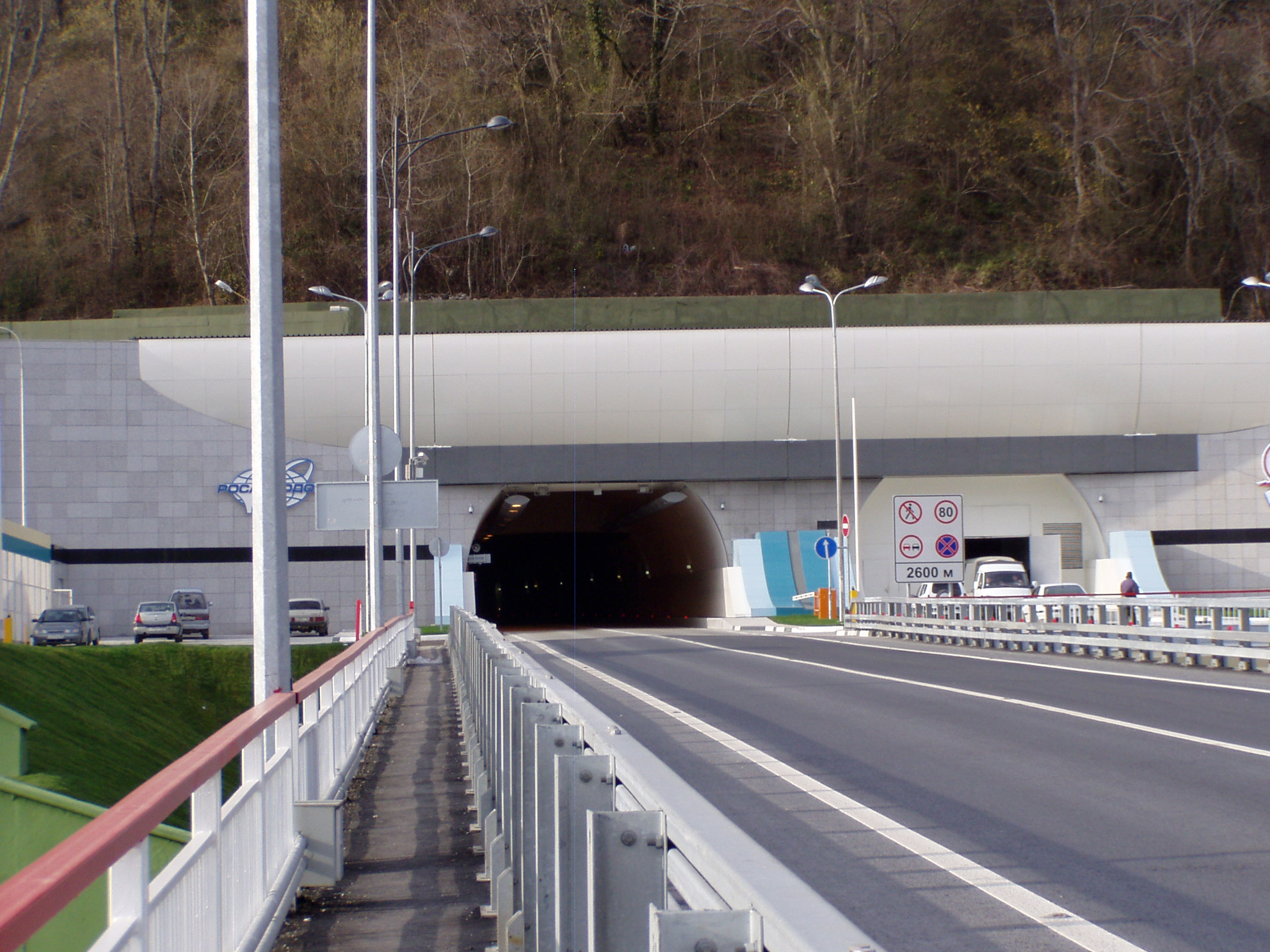
Túnel de Baránovka (2 619 m) en la carretera federal M27 a su paso por Trudá.
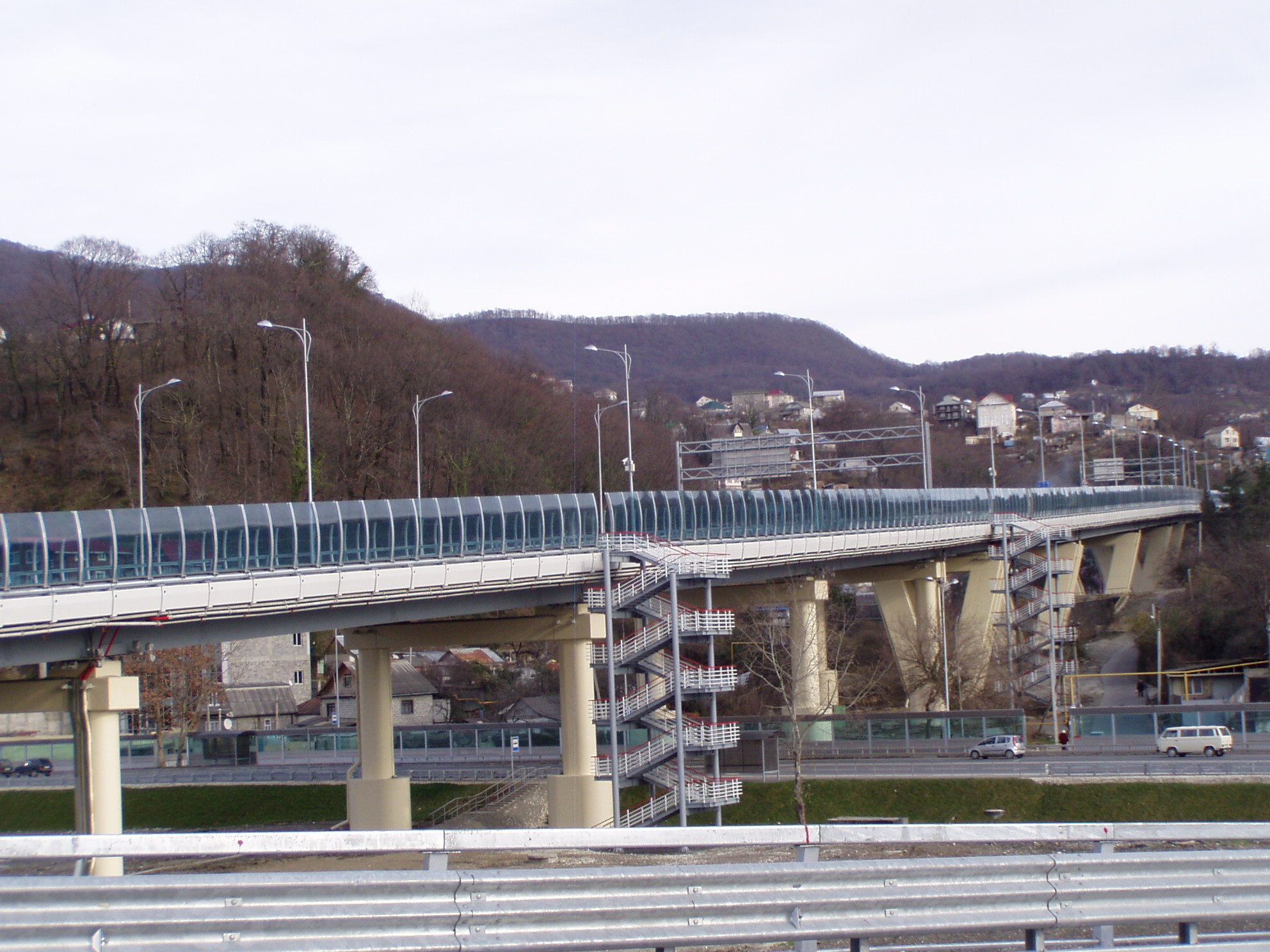
Viaducto de Baránovka y vista de Trudá